# Anastasia Maruster
Anastasia Maruster, geborene Stan (rumänisch Mărușter [m⁠əru⁠ʃter]; * 13. November 1997 in der Republik Moldau) ist eine moldauische Tanzsportlerin in den Sparten Standard- und Lateinamerikanische Tänze.

## Leben
Maruster tanzt seit ihrem sechsten Lebensjahr. In der Republik Moldau errang sie in den Altersklassen Junioren und Jugend wiederholt Meistertitel in Standard, Latein und den Kombinationen.
Ab 2017 tanzte sie mit dem Rumänen Sergiu Maruster für Deutschland. Das Paar gehörte – für den Schwarz-Weiß-Club Pforzheim startend – von 2020 bis 2022 dem Bundeskader Latein B an. Seit Mai 2022 tritt es für Moldau an, seit 2023 bei den Professionals. Im August 2024 heirateten die beiden.
Maruster ist unter anderem als Tanztrainerin und Wertungsrichterin tätig. 2024 nahm sie erstmals an der RTL-Tanzshow Let’s Dance teil. Ihr Tanzpartner war der Comedian Tony Bauer. Mit Turner Fabian Hambüchen kam sie 2025 auf Platz 3.
| Staffel (Jahr) | Partner          | Platzierung |
| -------------- | ---------------- | ----------- |
| 17 (2024)      | Tony Bauer       | 07.         |
| 18 (2025)      | Fabian Hambüchen | 03.         |

## Erfolge (Auswahl)
- 2018: 2. Platz International Open Latein, Vagos
- 2018: 2. Platz International Open Latein, Jesi
- 2019: 2. Platz International Open Latein, Vagos
- 2019: 2. Platz International Open Latein, Košice
- 2019: 1. Platz International Open Latein, Ústí nad Labem
- 2019: 1. Platz International Open Latein, Dnipro
- 2020: 2. Platz International Open Latein, Brno
- 2022: 1. Platz International Open Latein, Košice
- 2023: 3. Platz WDSF PD-Weltmeisterschaft Latein, Chișinău
- 2023: 3. Platz WDSF PD Super Grand Prix Latin, German Open Championships, Stuttgart
- 2023: 3. Platz WDSF PD-Europameisterschaft Latein, Leipzig
- 2024: 3. Platz WDSF PD-Weltmeisterschaft Latein, Budapest
- 2024: 1. Platz WDSF PD-Weltmeisterschaft ShowDance Latin, Šamorín